# Kalimantanossus kongkeoi
Kalimantanossus kongkeoi — вид лускокрилих комах родини червиць (Cossidae). Описаний у 2023 році.

## Поширення
Ендемік Лаосу. Типовий зразок зібрано за 10 км східніше від міста Пхонсаван в провінції Сіангкхуанг (19.497844 пн.ш., 103.294464 сх.д., 1130 м над рівнем моря).